# Eberard de Friül
Eberard (o Evrard), dit el Sant (820-866), Marques de Friül
Va néixer durant el regnat de Carlemany i va morir sota el de Lluís del Pietós.

## Orígens Familiars
Era fill de Unroch de Friül i de Engeltruda de Paris, filla de Bigó de Paris, i germà de Berenguer el Savi

## Educació
Va rebre educació a l'Escola de Palau fundada per Carlemany i dirigida per Alcuin, on va estudiar els temaris medievals coneguts com el trivium i el quadrivium. Allà va néixer el seu interès per les ciències i les lletres i al mateix temps va desenvolupar la seva famosa pietat.
No hi ha dubte de què va ser estant a l'Escola de Palau, quan Eberard va començar a construir una gran biblioteca que va organitzar amb molta cura i voluntat.

## Fets destacables
Quan la seva edat li va permetre portar armes, va participar en nombroses expedicions militars.
Va defensar el seu país contra la invasió dels Búlgars i els va expulsar completament de la península(825-830).
En recompensa pels seus serveis, l'any 836 l'Emperador Lluís del Pietós li va atorgar el més gran honor possible: la mà de la seva filla, Princesa Gisela, en matrimoni. Entre els rics dominis de la dot de la Princesa, es trobava el Pagus de Cysoing, prop de Lille. Els va semblar un lloc agradable i el van convertir en una de les seves residències habituals.
Eberard i Gisela van decidir fundar un Monestir a Cysoing. El projecte va ser llarg i dificultós i no estava complet quan van morir els impulsors de la seva creació. El monestir va ser inicialment consagrat a Sant Saveur y Maria (mare de Jesús). Els religiosos hi van viure en comunitat seguint els preceptes canònics i amb tot el rigor del claustre. La seva principal funció era cantar solemnement a l'església. Se sap que Eberard gaudia cantant junt amb la Coral.
Durant els anys tràgics (830-839) on l'Emperador havia sofert de mans dels seu propi fill una rebel·lió, el Comte Eberard es va mantenir totalment fidel.
Va utilitzar la seva influència sobre Lotari (el fill gran de l'Emperador) per trobar la manera de què pare i fill es reconciliessin. Durant el Concili de l'any 839, Lotari es va arrossegar implorant perdó al seu pare.
L'activitat de Eberard no es va limitar al Pagus de Cysoing, també va participar lliurement en els assumptes d'altres territoris i de l'imperi en general. L'Emperador Lluís el Pietós va morir l'any 840 i la guerra, una guerra cruel i sense pietat, va esclatar entre l'Emperador Lotari I i els seus dos germans, Lluís el Germànic i Carles el Calb.
Eberard deplorava aquesta lluita fratricida i va fer tot el possible per aturar-la. Després de la sanguinolenta batalla de Fontenay, el 25 de juny de l'any 841, va conduir a l'ambaixador de Lotari prop dels seus germans per dur a terme les negociacions de pau. La conferència va tenir lloc a Milin, prop de Châlons a la Champanya. Es va decidir dividir l'Imperi entre els tres germans. Els negociadors, entre els quals es trobava Eberard, es van encarregar de fer una partició justa i equitativa. No va ser abans d'agost de l'any 843 quan es va presentar l'informe als tres reis a Verdun. Les negociacions van acabar i la pau entre els tres germans es va restablir.
Acabada la guerra i signat el tractat de pau, Ebarard va marxar urgentment cap a Itàlia, que en aquells moments es trobava sota l'amenaça del Sarraïns. Aquests Sarraïns havien estat cridats l'any 842 pel Duc de Benevento. Suposaven una amenaça i fins i tot van arribar a saquejar Roma en diverses ocasions. Aleshores Eberard, com a Duc de Friül, es va erigir en líder de la resistència. La guerra va durar fins que l'any 851 va acabar amb la derrota definitiva dels Sarraïns. Aquest fet li va suposar una gran reputació com a soldat i com a líder.
L'any 858, va ser enviat a Ulm com a ambaixador de Lluís el Jove, fill de Lotari, per estar amb el seu oncle, Lluís el Germànic.
Des d'aleshores no hi ha més informació d'ell fins al seu Testimoni. Un document molt interessant i curiós on se'ns parla de la vida de Eberard i on es troba el seu testament. El Testimoni es va escriure a Itàlia, al castell de Musiestro, al Comtat de Treviso, l'any 867.
Eberard va morir a finals d'aquell any (16 de desembre).

## Herència
D'acord amb la seva esposa, la Princesa Gisela, Eberard va repartir les seves possessions entre els seus descendents vius. El document estableix un repartiment igualitari de les joies i els ornaments, els objectes valuosos de la seva capella i els llibres de la seva biblioteca.
El fill gran, Unroch, va rebre totes les propietats de Llombardia i Germània. El segon, Berenguer, va rebre Annappes amb els seus dominis excepte Gruson i les propietats a Hesbaye i Condrost. El tercer, Adalard, va rebre Cysoing, Camphin, Gruson i Somain, amb tots els càrrecs i títols d'Abadia a la regió. El quart, Raül o Rodolf, va rebre Vitry-en-Artois i Mestucha, excepte l'església de Vitry que va ser cedida a l'Abadia de Cysoing.
A les seves tres filles, Ingletruda, Judit i Heilwida, els va donar altres dominis: Ermen, Marshem, Balghingham, Heliwsheim, Hostrenheim, Luisinga, Wendossa i Engerresteim.
Eberard va tenir tres fills més, Eberard, Alpais i Gisela. Els dos primers van morir molt joves, mentre que Gisela no va heretar donat que va morir abans que el seu pare organitzes el repartiment dels seus béns i propietats.

## Núpcies i descendents
Es va casar l'any 836 amb la Princesa Gisela, filla de l'Emperador Lluís del Pietós i junts van tenir deu fills:
- Ingeltruda de Friül (836-867), casada amb Enric de la Marca (830 – 886), Marquès de Nèustria.
- Éberard (837-840).
- Unroch III de Friül (840-874), Marques de Friül.
- Berenguer I de Friül (843-924) Rei d'Italia i Emperador.
- Adalard (?-874). Abat de Cysoing.
- Raül o Rodolf (?-892). Abat laic de Cysoing i de Saint-Vaast d'Arras, Comte d'Artois i Ternois.
- Alpais, morta molt jove i enterrada a l'Abadia de Cysoing.
- Gisela (?-863). Monja de l'Abadia de Saint-Sauveur de Brescia.
- Heilwida de Friül (855-895) casada amb Hucbald d'Ostrevant i després possiblement amb Roger I Comte de Laon
- Judit de Friül (863-881), casada amb Conrad II de Borgonya, Comte d'Auxerre i Duc de Borgonya.